# Lollipop (bài hát của Mika)
"Lollipop" là bài hát của ca sĩ người Anh Mika, phát hành từ album phòng thu đầu tay năm 2007 của anh, Life in Cartoon Motion. Khi album vừa được phát hành, "Lollipop" đã có được số lượng tải về rất cao cho dù nó không được phát hành làm một đĩa đơn trước đó. Ca khúc đã lọt vào top 75 trên UK Singles Chart và vào tháng 4 năm 2007, nó đã được phát hành trên radio ở Anh, Na Uy, Thụy Sĩ và Úc.
Ngày 31 tháng 2 năm 2007, ca khúc đã được phát hành làm đĩa đơn hai mặt A cùng "Relax, Take It Easy" ở Anh. Đĩa đơn bắt đầu được phép tải về từ 24 tháng 12 năm 2007. Mika nói rằng ca khúc là một lời nhắn nhủ đến em gái của anh. Ca khúc đã đạt được thành công nhất định trên UK Singles Chart (leo lên đến #18) và được xem là đĩa đơn thứ năm từ Life in Cartoon Motion.

## Danh sách bài hát và định dạng
CD1 - Maxi
1. "Relax, Take It Easy" (Radio Edit)
2. "Lollipop (Trực tiếp từ L'Olympia Paris)"
3. "I Want You Back (Trực tiếp từ L'Olympia Paris)"
4. "Relax, Take It Easy (Dennis Christopher Remix Radio Edit)"
5. "Lollipop (Fred Deakin's Fredmix)"

CD2 - 2-Track
1. "Relax, Take It Easy (New Radio Edit)"
2. "Lollipop"

USB Memory Stick
1. "Relax, Take It Easy (New Radio Edit)"
2. "Lollipop"
3. "Relax, Take It Easy (Alpha Beat Remix)"
4. "Relax, Take It Easy (Frank Musik Mix)"
5. "Relax, Take It Easy (Ashley Beedle's Castro Vocal Discomix)"
6. "Relax, Take It Easy (Video - Trực tiếp ở Paris (5.1 Surround)"
7. "Lollipop (Video - 16:9 Bunny Action)"

## Video âm nhạc
Video âm nhạc cho "Lollipop" đã được ra mắt tháng 11 năm 2007 và được em gái của Mika đạo diễn.

## Xếp hạng
| Bảng xếp hạng (2007)    | Vị trí cao nhất |
| ----------------------- | --------------- |
| Austrian Singles Chart  | 51              |
| Belgian Singles Top 50  | 24              |
| Dutch Top 40            | 13              |
| German Singles Top 100  | 35              |
| Norwegian Singles Chart | 19              |
| Swedish Singles Chart   | 13              |
| Swiss Singles Chart     | 58              |
| UK Singles Chart        | 59              |
| UK Singles ChartA       | 18              |

- A: Vị trí xếp hạng với vai trò là đĩa đơn 2 mặt A cùng "Relax, Take It Easy".